# Задорин, Николай Степанович
Николай Степанович Задорин (1908—1941) — капитан Рабоче-крестьянской Красной Армии, участник боёв на Халхин-Голе и Великой Отечественной войны, Герой Советского Союза (1939).

## Биография
Николай Задорин родился 24 ноября 1908 года в Санкт-Петербурге. Окончил среднюю школу, затем школу фабрично-заводского ученичества, после чего работал механиком, регулировщиком, мастером завода «Красная Заря» в Ленинграде. Семья Задориных составила рабочую династию на этом заводе: отец Степан Григорьевич, потомственный рабочий, начал работу на «Красной Заре» в начале 1920-х годов, затем вместе с ним стали работать и сыновья — Николай и Константин.
В 1932 году Николай Задорин был призван на службу в Рабоче-крестьянскую Красную Армию. Окончив Орловскую бронетанковую школу, служил в Забайкальском военном округе. Участвовал в боях на Халхин-Голе, во время которых был назначен командиром танковой роты 3-го танкового батальона 11-й лёгкой танковой бригады 1-й армейской группы.
12 июля 1939 года Задорин принимал участие в 3 танковых атаках, во время которых подавил 6 огневых точек противника, вывел 2 подбитых танка с поля боя.
Указом Президиума Верховного Совета СССР от 29 августа 1939 года за «умелое командование взводом и ротой, личное мужество и героизм, проявленные при выполнении воинского и интернационального долга» старший лейтенант Николай 3адорин был удостоен высокого звания Героя Советского Союза с вручением ордена Ленина. Впоследствии ему была вручена медаль «Золотая Звезда» за номером 135.
С июня 1940 года служил в Ленинградском военном округе, был помощником начальника штаба 49-го танкового полка 24-й танковой дивизии. С июня 1941 года — на фронтах Великой Отечественной войны. Погиб в бою 15 сентября 1941 года в районе станции Мга Ленинградской области.
Был также награждён монгольским орденом Красного Знамени.